# Gmina Favrskov
Gmina Favrskov (duń. Favrskov Kommune) – gmina w Danii w regionie Jutlandia Środkowa.
Gmina powstała w 2007 roku na mocy reformy administracyjnej z połączenia gmin Hadsten, Hammel, Hinnerup, Hvorslev i części gminy Langå.